# Место преступления: Азра

«Азра» — фильм снятый специально для телевидения. Фильм из криминального сериала «Место преступления». Вклад, произведенный ORF, представляет собой 1239-й эпизод Tatort, который транслировался 29 мая 2023 года на SRF , ORF и Erste . Это 55-е дело австрийского следователя Морица Эйснера и 31-е совместное дело следственной группы Эйснер/Феллнер.
Премьеру «Азры» 29 мая 2023 года посмотрели 5,76 миллиона зрителей в Германии, а доля рынка Das Erste составила 21,4 %.

## Сюжет
Лука Датвиани, член грузинского мафиозного клана, застрелен из засады после ссоры в Бар-Бассиани. Брат Луки Бека, глава клана, предлагает полицейским сотрудничество клана, если они также будут проинформированы полицией об их результатах. Но эти двое отвергают его предложение.
Коллега Эйснера Ева Бруннер из отдела экономики сообщает Эйснеру и Феллнеру о заявлении осведомителя о том, что Бека стрелял в Луку. Однако твердых доказательств этому нет.
Эйснер, который знаком с информатором полиции Азрой, гарантирует, что ее можно будет повысить в клане, чтобы она стала телохранителем босса Беки Датвиани. Хотя Бруннер приказывает Азре вернуться, Эйснер позволяет ей провести последнюю смену у Датвиани, чтобы найти улику. Для этого он снаряжает ее жуком . Азра находит ключ от шкафчика. Однако она так и не появляется в согласованном месте встречи с Эйснером. Полиция под прикрытием ищет Азру.
Полиция выясняет, что Азру похитил Ираклий Датвиани, сын главы клана. Он показывает Азру своему отцу, который дает Ираклию пистолет с приказом убить Азру. Однако, прежде чем он успевает застрелить Азру, вмешиваются Эйснер и Феллнер. Бека и Ираклий Датвиани арестованы, Азра передает Эйснеру ключ.
В шкафчике следователи обнаружили 50 тысяч евро и паспорта, а также кольцо, которое носил убитый Лука Датвиани.
В конце концов, однако, выясняется, что Бека Датвиани убил брата Азры. Чтобы отомстить за это, Азра пробрался в качестве информатора полиции к боссу клана. Она убила брата Беки Луку и дала ложные улики, которые привели к осуждению Беки Датвиани. Теперь она считает, что Эйснер и Феллнер должны держать свои выводы при себе, иначе собранные ею доказательства относительно преступлений, которые на самом деле совершил Датвиани, больше не будут использоваться в суде, и он снова будет освобожден. Разозленный и разочарованный, Эйснер выходит из квартиры, Фельнер следует за ним. Эйснер говорит ей, что Азра права в том, что «мир стал бы лучше», если бы убийца, торговец людьми, торговец наркотиками и отмыватель денег «посадили бы Датвиани под строительство»; Эйснер соглашается. После минутного колебания он продолжает: «Хорошо».

## Критика
Сильвия Штауде из Frankfurter Rundschau: «Азра» проходит довольно крутые повороты, не каждый поворот проходит без царапин. В конце концов, в одном слове должно быть сказано слишком много, тогда это становится очень неправдоподобным. Но моральная (и полицейская) дилемма, в которой застряли Биби Феллнер и Мориц Эйснер, решается спокойно и в то же время обескураживающе".